# Legislatura 2020-2024 della Romania
La Legislatura 2020-2024 è stata la IX Legislatura della Repubblica di Romania dopo la rivoluzione romena del 1989. È stata in carica dal 21 dicembre 2020 al 20 dicembre 2024.

## Cronologia
In seguito alle elezioni parlamentari del 2020 le forze di centro-destra di Partito Nazionale Liberale (PNL), Alleanza 2020 USR PLUS (USR) e Unione Democratica Magiara di Romania (UDMR) siglarono un accordo per la formazione di un governo di coalizione a sostegno del primo ministro Florin Cîțu (PNL), che fu investito il 23 dicembre 2020. Il Partito Social Democratico (PSD), sebbene primo partito del paese per numero di voti, si ritrovò all'opposizione. Il nuovo parlamento si riunì per la prima volta il 21 dicembre ed elesse quali presidenti delle due camere il primo ministro uscente Ludovic Orban (PNL) e l'ex ministro delle finanze Anca Paliu Dragu (USR).
Nel febbraio 2021 quattro deputati del Partito del Potere Umanista eletti nelle liste del PSD, costituirono un sottogruppo affiliato a quello dei socialdemocratici.
Il 7 settembre 2021, in seguito alla decisione del premier di revocare il ministro della giustizia, l'USR uscì dal governo. Persa la maggioranza, il 5 ottobre 2021 il governo Cîțu cadde su una mozione di sfiducia votata dall'opposizione. L'11 ottobre il presidente della Romania incaricò Dacian Cioloș (USR) di provare a formare un governo, ma questi non riuscì ad ottenere la fiducia in parlamento. Il 21 ottobre, quindi, il capo di Stato conferì il mandato a Nicolae Ciucă (PNL) che, però, rinunciò alla designazione il 1º novembre. In seguito ad un nuovo periodo di negoziati tra le forze politiche il PNL, il PSD e l'UDMR riuscirono a trovare un accordo per la formazione di un governo di coalizione presieduto dallo stesso Ciucă. Il suo gabinetto ottenne la fiducia delle camere il 25 novembre 2021.
A margine degli accordi di governo la nuova maggioranza concordò anche la variazione dei capi delle due camere. La presidenza della camera dei deputati era vacante dalle dimissioni di Ludovic Orban del 18 ottobre 2021, dopo la sua rinuncia alla posizione per divergenze politiche con la direzione del PNL e con il presidente Iohannis. L'incarico fu colmato ad interim prima da Florin Claudiu Roman (PNL) e, poi, da Sorin Grindeanu (PSD). Il 23 novembre 2021 i deputati elessero quale titolare Marcel Ciolacu (PSD). Nella stessa giornata il Senato votò la revoca di Anca Dragu e l'elezione di Florin Cîțu. Questi rimase in carica fino al 29 giugno 2022, quando fu spinto alle dimissioni dal gruppo parlamentare del PNL. La vicepresidente Alina Gorghiu assunse la presidenza ad interim.
In base agli accordi per un governo di rotazione, nel giugno 2023 Nicolae Ciucă si dimise dall'incarico di premier in favore del leader del PSD Marcel Ciolacu, i cui ministri prestarono giuramento il 15 giugno 2023, in seguito al voto parlamentare. L'UDMR non partecipò alla maggioranza e passò all'opposizione. Ai vertici delle due camere furono nominati lo stesso Ciucă (senato) e ad interim l'esponente del PSD Alfred Simonis (camera dei deputati). Il 2 settembre 2024 la camera dei deputati elesse quale suo nuovo presidente Daniel Suciu (PSD).
Il 9 giugno 2024 si svolsero le elezioni locali e le elezioni europee, cui PSD e PNL parteciparono in coalizione, che videro l'ascesa dei partiti nazionalisti Alleanza per l'Unione dei Romeni e S.O.S. Romania.
Il 24 novembre 2024 fu celebrato il primo turno delle elezioni presidenziali, che vide qualificarsi a sorpresa al ballottaggio il candidato sovranista indipendente Călin Georgescu e la presidentessa dell'USR Elena Lasconi. Il successivo 6 dicembre la Corte costituzionale annullò l'intero processo elettorale, citando indebite ingerenze da parte di Stati stranieri (riferendosi in particolare alla Russia).
Rimasto in carica in attesa della nomina di un successore, il presidente Iohannis convocò per il 20 dicembre 2024 il nuovo parlamento risultante dalle elezioni parlamentari del 1º dicembre 2024.

## Governi
1. Governo Cîțu
Dal 23 dicembre 2020 al 25 novembre 2021
Primo ministro: Florin Cîțu (PNL)
Composizione del governo: PNL, USR+, UDMR
2. Governo Ciucă
Dal 25 novembre 2021 al 15 giugno 2023
Primo ministro: Nicolae Ciucă (PNL)
Composizione del governo: PNL, PSD, UDMR
3. Governo Ciolacu I
Dal 15 giugno 2023
Primo ministro: Marcel Ciolacu (PSD)
Composizione del governo: PSD, PNL.

## Camera dei deputati

### Ufficio di presidenza della Camera dei deputati
- Presidente:

1. Ludovic Orban (PNL), fino al 18 ottobre 2021
2. Florin Claudiu Roman (PNL), ad interim dal 18 ottobre 2021 al 2 novembre 2021
3. Sorin Grindeanu (PSD), ad interim dal 2 novembre 2021 al 23 novembre 2021
4. Marcel Ciolacu (PSD), dal 23 novembre 2021 al 13 giugno 2023
5. Alfred Simonis (PSD),  ad interim dal 15 giugno 2023 al 2 settembre 2024
6. Daniel Suciu (PSD),  dal 2 settembre 2024

- Vice presidenti:

1. Petre Florin Manole (PSD), da settembre 2024
2. Ștefan Ovidiu Popa (PSD), da settembre 2024
3. Oana Silvia Țoiu (USR), da settembre 2024
4. Lucian Bode (PNL), da giugno 2023
5. Dan Barna (USR), da febbraio 2022 a luglio 2024
6. Daniel Suciu (PSD), da novembre 2021 a settembre 2024
7. Alfred Simonis (PSD), da giugno 2023 a settembre 2024
8. Ciprian Constantin Șerban (PSD), da febbraio 2022 a giugno 2023
9. Florin Claudiu Roman (PNL), da settembre 2021 a settembre 2022 e da febbraio 2023 a giugno 2023
10. Florin Alexandru Alexe (PNL), da settembre 2022 a febbraio 2023
11. Mădălina Prună (USR+), da dicembre 2020 a febbraio 2022
12. Ana Maria Cătăuță (PSD), da novembre 2021 a febbraio 2022
13. Alexandru Rafila (PSD), da dicembre 2020 a novembre 2021
14. Sorin Grindeanu (PSD), da settembre 2021 a novembre 2021
15. Marius Budăi (PSD), da dicembre 2020 a settembre 2021
16. Laurențiu Leoreanu (PNL), da dicembre 2020 a settembre 2021

- Segretari:

1. Cristian Buican (PNL)
2. Ovidiu Victor Ganț (Minoranze)
3. Gianina Șerban (AUR), da febbraio 2024
4. Eliza Mădălina Peța Ștefănescu (PSD), da settembre 2024
5. Alexandra Presură (PSD), da novembre 2021 a settembre 2024
6. Ringo Dămureanu (AUR), da settembre 2023 a febbraio 2024
7. Silviu Dehelean (USR), da febbraio 2023 a settembre 2023
8. Daniel Codruț Blaga (USR), da giugno 2022 a febbraio 2023
9. Andrei Răzvan Lupu (USR), da settembre 2021 a giugno 2022
10. Daniel Suciu (PSD), da dicembre 2020 a novembre 2021
11. Oana Murariu (USR+), da dicembre 2020 a settembre 2021

- Questori:

1. Dénes Seres (UDMR)
2. Mitică Marius Mărgărit (PSD), da novembre 2021
3. Alexandru Popa (PNL), da settembre 2024
4. Rareș Tudor Pop (USR), da settembre 2024
5. George Cristian Tuță (PNL), fino a settembre 2024
6. Gabriel Zetea (PSD), da settembre 2023 a settembre 2024
7. Georgel Badiu (AUR), da settembre 2022 a settembre 2023
8. Antonio Andrușceac (AUR), da dicembre 2020 a settembre 2022
9. Marius Budăi (PSD), da settembre 2021 a novembre 2021
10. Alexandra Presură (PSD), da dicembre 2020 a settembre 2021

### Gruppi parlamentari della Camera dei deputati
| Gruppo parlamentare                                            | Gruppo parlamentare                                                               | Presidente                                     |
| -------------------------------------------------------------- | --------------------------------------------------------------------------------- | ---------------------------------------------- |
|                                                                | Partito Social Democratico                                                        | Alfred Robert Simonis (fino al 15 giugno 2023) |
| Ciprian Constantin Șerban (dal 15 giugno 2023)                 | Partito Social Democratico                                                        |                                                |
|                                                                | Partito Nazionale Liberale (Romania)                                              | Gabriel Andronache                             |
|                                                                | Alleanza USR PLUS (fino a giugno 2021) Unione Salvate la Romania (da giugno 2021) | Ionuț Moșteanu                                 |
|                                                                | Alleanza per l'Unione dei Romeni                                                  | George Simion (fino al 1º settembre 2022)      |
| Antonio Andrușceac (dal 1º settembre 2022 al 4 settembre 2023) | Alleanza per l'Unione dei Romeni                                                  |                                                |
| Ilie Alin Coleșa (dal 4 settembre 2023)                        | Alleanza per l'Unione dei Romeni                                                  |                                                |
|                                                                | Unione Democratica Magiara di Romania                                             | Botond Csoma                                   |
|                                                                | Partiti delle minoranze etniche in Romania                                        | Varujan Pambuccian                             |

### Commissioni parlamentari della Camera dei deputati

#### Commissioni permanenti della Camera dei deputati
| Commissione                                                                 | Presidente                                                                  | Presidente                                                |
| --------------------------------------------------------------------------- | --------------------------------------------------------------------------- | --------------------------------------------------------- |
| Politica economica, riforma e privatizzazione                               |                                                                             | Costel Neculai Dunava (PSD)                               |
| Bilancio, finanze e banche                                                  |                                                                             | Bogdan Iulian Huțucă (PNL)                                |
| Industria e servizi                                                         |                                                                             | Sándor Bende (UDMR)                                       |
| Trasporti e infrastrutture                                                  |                                                                             | Ciprian Constantin Șerban (PSD) (fino al 2 febbraio 2022) |
| Trasporti e infrastrutture                                                  | Cătălin Drulă (USR) (dal 2 febbraio 2022)                                   |                                                           |
| Agricoltura, silvicoltura, industria alimentare e servizi per l'agricoltura |                                                                             | Adrian Ionuț Chesnoiu (PSD) (fino al 7 dicembre 2021)     |
| Agricoltura, silvicoltura, industria alimentare e servizi per l'agricoltura | Florin Ionuț Barbu (PSD) (dal 7 dicembre 2021 al 26 giugno 2023)            |                                                           |
| Agricoltura, silvicoltura, industria alimentare e servizi per l'agricoltura | Adrian Ionuț Chesnoiu (PSD) (dal 26 giugno 2023)                            |                                                           |
| Diritti dell'uomo, culti e problemi delle minoranze nazionali               |                                                                             | Iusein Ibram (Min.)                                       |
| Pubblica amministrazione e gestione del territorio                          |                                                                             | Simona Bucura Oprescu (PSD) (fino al 7 agosto 2023)       |
| Pubblica amministrazione e gestione del territorio                          | Marius Budăi (PSD) (dal 5 settembre 2023)                                   |                                                           |
| Ambiente ed equilibrio ecologico                                            |                                                                             | George Cătălin Stângă (PNL) (fino al 27 giugno 2023)      |
| Ambiente ed equilibrio ecologico                                            | Virgil Daniel Popescu (PNL) (dal 27 giugno 2023 al 26 giugno 2024)          |                                                           |
| Ambiente ed equilibrio ecologico                                            | Alexandru Ioan Andrei (PNL) (dal 26 giugno 2024)                            |                                                           |
| Lavoro e protezione sociale                                                 |                                                                             | Oana Silvia Țoiu (USR+) (fino al 25 novembre 2021)        |
| Lavoro e protezione sociale                                                 | Adrian Solomon (PSD) (dal 25 novembre 2021)                                 |                                                           |
| Sanità e famiglia                                                           |                                                                             | Nelu Tătaru (PNL) (fino al 28 ottobre 2024)               |
| Sanità e famiglia                                                           | Jaro Norbert Marșalic (PNL) (dal 28 ottobre 2024)                           |                                                           |
| Istruzione                                                                  |                                                                             | Natalia Intotero (PSD) (fino al 5 settembre 2023)         |
| Istruzione                                                                  | Dumitrița Gliga (PSD) (dal 5 settembre 2023)                                |                                                           |
| Cultura, arte, mezzi di informazione di massa                               |                                                                             | Iulian Bulai (USR+)                                       |
| Giuridica, di disciplina e immunità                                         |                                                                             | Mihai Alexandru Badea (USR+) (fino al 25 novembre 2021)   |
| Giuridica, di disciplina e immunità                                         | Laura Cătălina Vicol Ciorbă (PSD) (dal 25 novembre 2021 all'8 ottobre 2024) |                                                           |
| Giuridica, di disciplina e immunità                                         | Alina Elena Tănăsescu (PSD) (dal 14 ottobre 2024)                           |                                                           |
| Difesa, ordine pubblico e sicurezza nazionale                               |                                                                             | Constantin Șovăială (PNL) (fino al 7 dicembre 2021)       |
| Difesa, ordine pubblico e sicurezza nazionale                               | Pavel Popescu (PNL) (dal 2 febbraio al 6 settembre 2022)                    |                                                           |
| Difesa, ordine pubblico e sicurezza nazionale                               | Laurențiu Leoreanu (PNL) (dal 6 settembre 2022 al 1º novembre 2024)         |                                                           |
| Politica estera                                                             |                                                                             | Rozália Biró (UDMR)                                       |
| Indagini sugli abusi, la corruzione e per le petizioni                      |                                                                             | Steluța Gustica Cătăniciu (PSD)                           |
| Regolamento                                                                 |                                                                             | Gheorghe Șimon (PSD)                                      |
| Tecnologia informatica e delle comunicazioni                                |                                                                             | Ioan Sabin Sărmaș (PNL) (fino al 5 marzo 2024)            |
| Tecnologia informatica e delle comunicazioni                                | Sorin Dan Moldovan (PNL) (dal 5 marzo 2024)                                 |                                                           |
| Pari opportunità per donne e uomini                                         |                                                                             | Dan Tanasă (AUR) (fino al 13 settembre 2023)              |
| Pari opportunità per donne e uomini                                         | Raisa Enachi (AUR) (dal 13 settembre 2023 al 20 febbraio 2024)              |                                                           |
| Pari opportunità per donne e uomini                                         | Dan Tanasă (AUR) (dal 20 febbraio 2024)                                     |                                                           |
| Comunità di romeni all'estero                                               |                                                                             | Gigel Știrbu (PNL)                                        |
| Affari europei                                                              |                                                                             | Ștefan Mușoiu (PSD) (fino al 25 giugno 2024)              |
| Affari europei                                                              | Mirela Furtună (PSD) (dal 25 giugno 2024)                                   |                                                           |
| Costituzionalità                                                            |                                                                             | Ringo Dămureanu (AUR) (fino al 4 settembre 2023)          |
| Costituzionalità                                                            | Antonio Andrușceac (AUR) (dal 13 settembre 2023 al 7 febbraio 2024)         |                                                           |
| Costituzionalità                                                            | Mircea Chelaru (AUR) (dal 7 febbraio 2024)                                  |                                                           |
| Scienza e tecnologia                                                        |                                                                             | Dragoș Zisopol (Min.)                                     |
| Gioventù e sport                                                            |                                                                             | Tudor Rareș Pop (USR+) (fino al 9 marzo 2022)             |
| Gioventù e sport                                                            | Oana Silvia Țoiu (USR) (dal 9 marzo 2022 al 6 febbraio 2024)                |                                                           |
| Gioventù e sport                                                            | Tudor Rareș Pop (USR) (dal 6 febbraio al 4 settembre 2024)                  |                                                           |
| Gioventù e sport                                                            | Romeo Daniel Lungu (PSD) (dal 4 settembre 2024)                             |                                                           |
| Convalida                                                                   |                                                                             | Ștefan Ovidiu Popa (PSD)                                  |
| Imprenditoria e turismo (istituita il 25 novembre 2021)                     |                                                                             | Claudiu Năsui (USR)                                       |

#### Commissioni speciali della Camera dei deputati
| Commissione                                                         | Presidente | Presidente                                           |
| ------------------------------------------------------------------- | ---------- | ---------------------------------------------------- |
| Automatizzazione e futuro del lavoro (istituita il 7 dicembre 2022) |            | George Cristian Tuță (PNL) (fino al 24 ottobre 2024) |

## Senato

### Ufficio di presidenza del Senato
- Presidente:

1. Anca Dragu (USR+) fino al 23 novembre 2021
2. Florin Cîțu (PNL) dal 23 novembre 2021 al 29 giugno 2022
3. Alina Gorghiu (PNL), ad interim dal 29 giugno 2022 al 13 giugno 2023
4. Nicolae Ciucă (PNL), dal 13 giugno 2023

- Vice presidenti:

1. Alina Gorghiu (PNL), da dicembre 2020 a giugno 2023
2. Sorin Cîmpeanu (PNL) da febbraio 2023
3. Paul Stănescu (PSD), da novembre 2021
4. Robert Cazanciuc (PSD), da dicembre 2020 a settembre 2021 e da novembre 2021
5. Virgil Guran (PNL) da febbraio 2022 a febbraio 2023 e da settembre 2023
6. Nicolae Neagu (PNL), da settembre 2021 a febbraio 2022
7. Vasile Dîncu (PSD), da settembre 2021 a novembre 2021
8. Gabriela Firea (PSD), da settembre 2021 a novembre 2021
9. Leonard Azamfirei (PSD), da dicembre 2020 a settembre 2021
10. Ștefan Radu Oprea (PSD), da dicembre 2020 a settembre 2021
11. Ion Marcel Vela (PNL), da giugno 2023 a settembre 2023

- Segretari:

1. Sorin Lavric (AUR)
2. Roberta Anastase (PNL), da febbraio 2023 a ottobre 2024
3. Ion Narcis Mircescu (USR) da febbraio 2022 a giugno 2024
4. Ion Mocioalcă (PSD), da dicembre 2020 a settembre 2021 e da novembre 2021 a ottobre 2023
5. Eugen Pîrvulescu (PNL), da dicembre 2020 a febbraio 2023
6. Dan Ivan (USR+), da dicembre 2020 a febbraio 2022
7. Robert Cazanciuc (PSD), da settembre 2021 a novembre 2021
8. Marius Humelnicu (PSD), da ottobre 2023
9. Sebastian Cernic (USR) da giugno 2024
10. Patricia Simina Arina Moș (PNL), da ottobre 2024

- Questori:

1. Sergiu Cosmin Vlad (USR+)
2. Attila László (UDMR), da dicembre 2020 a settembre 2023
3. Cristina Mariana Stocheci (PSD), da febbraio 2022 a settembre 2023
4. Marius Dunca (PSD), da novembre 2021
5. Eugen Țapu Nazare (PNL), da settembre 2021 a febbraio 2022
6. Ștefan Radu Oprea (PSD), da settembre 2021 a novembre 2021
7. Siminica Mirea (PSD), da dicembre 2020 a settembre 2021
8. Sorin Ioan Bumb (PNL), da dicembre 2020 a settembre 2021
9. Tánczos Barna (UDMR), da settembre 2023
10. Ciprian Pandea (PNL), da settembre 2023 a settembre 2024
11. Ovidiu Puiu (PSD), da settembre 2024

### Gruppi parlamentari del Senato
| Gruppo parlamentare                                        | Gruppo parlamentare                                                               | Presidente                                  |
| ---------------------------------------------------------- | --------------------------------------------------------------------------------- | ------------------------------------------- |
|                                                            | Partito Social Democratico                                                        | Lucian Romașcanu (fino al 25 novembre 2021) |
| Ștefan Radu Oprea (dal 25 novembre 2021 al 19 giugno 2023) | Partito Social Democratico                                                        |                                             |
| Lucian Romașcanu (dal 19 giugno 2023 al 27 ottobre 2024)   | Partito Social Democratico                                                        |                                             |
| Florian Daniel Bodog (dal 28 ottobre 2024)                 | Partito Social Democratico                                                        |                                             |
|                                                            | Partito Nazionale Liberale                                                        | Virgil Guran (fino al 1º settembre 2021)    |
| Daniel Fenechiu (dal 1º settembre 2021)                    | Partito Nazionale Liberale                                                        |                                             |
|                                                            | Alleanza USR PLUS (fino a giugno 2021) Unione Salvate la Romania (da giugno 2021) | Radu Mihai Mihail (fino al 17 giugno 2024)  |
| Ion Narcis Mircescu (dal 17 giugno 2024)                   | Alleanza USR PLUS (fino a giugno 2021) Unione Salvate la Romania (da giugno 2021) |                                             |
|                                                            | Alleanza per l'Unione dei Romeni                                                  | Claudiu Târziu (fino al 24 giugno 2024)     |
| Călin Gheorghe Matieș (dal 25 giugno 2024)                 | Alleanza per l'Unione dei Romeni                                                  |                                             |
|                                                            | Unione Democratica Magiara di Romania                                             | Lóránd Turos (fino al 4 settembre 2023)     |
| Attila-Zoltan Cseke (dal 4 settembre 2023)                 | Unione Democratica Magiara di Romania                                             |                                             |

### Commissioni parlamentari del Senato

#### Commissioni permanenti del Senato
| Commissione                                                 | Presidente                                                               | Presidente                                                |
| ----------------------------------------------------------- | ------------------------------------------------------------------------ | --------------------------------------------------------- |
| Giuridica, di nomina, disciplina, immunità e convalida      |                                                                          | Laura Iuliana Scântei (PNL) (fino al 7 giugno 2022)       |
| Giuridica, di nomina, disciplina, immunità e convalida      | Cristian Augustin Niculescu Țâgârlaș (PNL) (dall'8 giugno 2022)          |                                                           |
| Costituzionalità                                            |                                                                          | Ion Cristinel Rujan (PSD) (fino al 2 febbraio 2022)       |
| Costituzionalità                                            | Elena Simona Spătaru (USR) (dal 2 febbraio 2022)                         |                                                           |
| Bilancio, finanze, attività bancaria e mercato dei capitali |                                                                          | Claudiu Marinel Mureșan (USR+) (fino al 20 febbraio 2022) |
| Bilancio, finanze, attività bancaria e mercato dei capitali | Nicolae Neagu (PNL) (dal 21 febbraio 2022)                               |                                                           |
| Politica estera                                             |                                                                          | Titus Corlățean (PSD)                                     |
| Difesa, ordine pubblico e sicurezza nazionale               |                                                                          | Nicoleta Pauliuc (PNL)                                    |
| Affari europei                                              |                                                                          | Angel Tîlvăr (PSD) (fino al 6 novembre 2022)              |
| Affari europei                                              | Vasile Dîncu (PSD) (dal 7 novembre 2022 al 10 luglio 2024)               |                                                           |
| Affari europei                                              | Ion Cristinel Rujan (PSD) (dal 3 settembre 2024)                         |                                                           |
| Economia, industria e servizi                               |                                                                          | Silvia Monica Dinică (USR+) (fino al 13 febbraio 2022)    |
| Economia, industria e servizi                               | Daniel Cătălin Zamfir (PSD) (dal 14 febbraio 2022)                       |                                                           |
| Agricoltura, industria alimentare e sviluppo rurale         |                                                                          | George Scarlat (PNL)                                      |
| Acque, foreste, pesca e caccia                              |                                                                          | Liviu Lucian Mazilu (PSD)                                 |
| Pubblica amministrazione                                    |                                                                          | Károly Zsolt Császár (UDMR)                               |
| Lavoro, famiglia e protezione sociale                       |                                                                          | Ștefan Pălărie (USR+) (fino al 7 dicembre 2021)           |
| Lavoro, famiglia e protezione sociale                       | Ion Rotaru (PSD) (dall'8 dicembre 2021)                                  |                                                           |
| Istruzione, gioventù e sport                                |                                                                          | Monica Anisie (PNL)                                       |
| Sanità pubblica                                             |                                                                          | Adrian Streinu Cercel (PSD)                               |
| Cultura e media                                             |                                                                          | Viorel Riceard Badea (PNL) (fino al 3 settembre 2023)     |
| Cultura e media                                             | Vlad Mircea Pufu (PNL) (dal 3 settembre 2023)                            |                                                           |
| Trasporti e infrastrutture                                  |                                                                          | Toma Petcu (PNL) (fino al 2 settembre 2024)               |
| Trasporti e infrastrutture                                  | Ciprian Pandea (PNL) (dal 3 settembre 2024)                              |                                                           |
| Energia, infrastruttura energetica e risorse minerali       |                                                                          | István Loránt Antal (UDMR)                                |
| Comunicazioni e tecnologia informatica                      |                                                                          | Marius Humelnicu (PSD) (fino al 13 ottobre 2023)          |
| Comunicazioni e tecnologia informatica                      | Claudiu Marinel Mureșan (PSD) (dal 13 ottobre 2023)                      |                                                           |
| Diritti dell'uomo, pari opportunità, culti e minoranze      |                                                                          | Constantin Bogdan Matei (PSD) (fino al 7 dicembre 2021)   |
| Diritti dell'uomo, pari opportunità, culti e minoranze      | Anca Dragu (USR) (dal 2 febbraio 2022 al 21 dicembre 2023)               |                                                           |
| Diritti dell'uomo, pari opportunità, culti e minoranze      | Eugen Remus Negoi (USR) (dal 1º febbraio al 9 settembre 2024)            |                                                           |
| Diritti dell'uomo, pari opportunità, culti e minoranze      | Costel Vicol (USR) (dal 10 settembre 2024)                               |                                                           |
| Comunità di romeni all'estero                               |                                                                          | Claudiu Târziu (AUR) (fino al 24 giugno 2024)             |
| Comunità di romeni all'estero                               | Gheorghe Adrian Cătană (AUR) (dal 25 giugno 2024)                        |                                                           |
| Ambiente                                                    |                                                                          | Aurel Oprinoiu (USR+) (fino al 2 febbraio 2022)           |
| Ambiente                                                    | Claudiu Marinel Mureșan (USR) (dal 2 febbraio 2022 al 25 giugno 2023)    |                                                           |
| Ambiente                                                    | Aurel Oprinoiu (USR) (dal 25 giugno 2023)                                |                                                           |
| Indagini sugli abusi, lotta alla corruzione e petizioni     |                                                                          | Diana Iovanovici Șoșoacă (AUR) (fino al 15 febbraio 2021) |
| Indagini sugli abusi, lotta alla corruzione e petizioni     | Rodica Boancă (AUR) (dal 15 febbraio 2021 al 5 giugno 2023)              |                                                           |
| Indagini sugli abusi, lotta alla corruzione e petizioni     | Valentin Cioromelea (AUR) (dal 5 giugno 2023)                            |                                                           |
| Regolamento                                                 |                                                                          | Marius Gheorghe Toanchină (PSD) (fino al 31 agosto 2021)  |
| Regolamento                                                 | Ion Mocioalcă (PSD) (dal 1º settembre al 7 dicembre 2021)                |                                                           |
| Regolamento                                                 | Constantin Bogdan Matei (PSD) (dall'8 dicembre 2021 al 13 febbraio 2022) |                                                           |
| Regolamento                                                 | Leonard Azamfirei (PSD) (dal 14 febbraio 2022)                           |                                                           |
| Scienza, innovazione e tecnologia                           |                                                                          | Sorin Cîmpeanu (PNL) (fino al 31 gennaio 2021)            |
| Scienza, innovazione e tecnologia                           | Adrian Hatos (PNL) (dal 1º febbraio 2021 al 2 febbraio 2022)             |                                                           |
| Scienza, innovazione e tecnologia                           | Silvia Monica Dinică (USR) (dal 2 febbraio 2022)                         |                                                           |
| Imprenditoria e turismo (istituita il 21 febbraio 2022)     |                                                                          | Eugen Țapu Nazare (PNL)                                   |
| Gioventù e sport (istituita il 16 febbraio 2022)            |                                                                          | Constantin Bogdan Matei (PSD)                             |

#### Commissioni d'inchiesta del Senato
| Commissione | Presidente                                        | Presidente                                       |
| --- | ------------------------------------------------- | ------------------------------------------------ |
| Indagini sui casi d'abuso sessuale o altri tipi d'abuso fisico contro i minori nei servizi di tipo residenziale della Direzione generale di assistenza sociale e protezione del bambino (DGASPC) (istituita il 2 marzo 2022) |                                                   | Alina Gorghiu (PNL) (fino all'11 settembre 2022) |
| Indagini sui casi d'abuso sessuale o altri tipi d'abuso fisico contro i minori nei servizi di tipo residenziale della Direzione generale di assistenza sociale e protezione del bambino (DGASPC) (istituita il 2 marzo 2022) | Lucica Dina Muntean (PNL) (dal 12 settembre 2022) |                                                  |

## Strutture parlamentari comuni

### Commissioni parlamentari comuni

#### Commissioni permanenti comuni
| Commissione | Presidente                                  | Presidente                                      |
| --- | ------------------------------------------- | ----------------------------------------------- |
| Esercizio del controllo parlamentare sulle attività del Serviciul Român de Informații                                          |                                             | Ioan Cristian Chirteș (PNL)                     |
| Esercizio del controllo parlamentare sulle attività del Serviciul de Informații Externe                                        |                                             | Nicu Fălcoi (USR+) (fino al 14 dicembre 2021)   |
| Esercizio del controllo parlamentare sulle attività del Serviciul de Informații Externe                                        | Mihai Weber (PSD) (dal 14 dicembre 2021)    |                                                 |
| Commissione parlamentare per i rivoluzionari del 1989                                                                          |                                             | Adrian Solomon (PSD) (fino al 14 dicembre 2021) |
| Commissione parlamentare per i rivoluzionari del 1989                                                                          | Nicu Fălcoi (USR) (dal 14 dicembre 2021)    |                                                 |
| Integrazione europea tra il parlamento della Romania e il Parlamento della Repubblica di Moldavia                              |                                             | Andrei Daniel Gheorghe (PNL)                    |
| Statuto dei deputati e dei senatori, organizzazione e funzionamento delle sedute comuni della Camera dei deputati e del Senato |                                             | Eugen Bejinariu (PSD)                           |
| Relazioni con l'UNESCO |                                             | Mihai Weber (PSD) (fino al 13 dicembre 2021)    |
| Relazioni con l'UNESCO | Ana Maria Cătăuță (PSD) (dal 3 maggio 2022) |                                                 |
| Sicurezza nazionale (istituita il 3 maggio 2022)                                                                               |                                             | Eugen Bejinariu (PSD)                           |

#### Commissioni d'inchiesta comuni
| Commissione | Presidente | Presidente                                    |
| --- | ---------- | --------------------------------------------- |
| Commissione parlamentare d'inchiesta per la determinazione delle cause della crescita sostanziale dei prezzi di gas naturale ed energia elettrica (istituita il 9 settembre 2021) |            | Daniel Zamfir (PSD)                           |
| Commissione parlamentare d'inchiesta sugli acquisti pubblici effettuati nel settore sanitario durante lo stato d'emergenza e d'allerta in Romania (istituita il 3 novembre 2021)  |            | Rodica Paraschiv (PSD) (dal 22 novembre 2022) |
| Commissione parlamentare d'inchiesta per le indagini sulla mafia immobiliare, a partire dal caso Nordis (istituita il 20 novembre 2024)                                           |            | Gabriel Andronache (PNL)                      |
| Commissione parlamentare d'inchiesta per la verifica delle spese effettuate da e per l'Amministrazione presidenziale nel periodo 2014-2024 (istituita il 20 novembre 2024)        |            | Daniel Cătălin Zamfir (PSD)                   |

#### Commissioni speciali comuni
| Commissione | Presidente | Presidente                  |
| --- | ---------- | --------------------------- |
| Esame delle iniziative legislative nel campo della giustizia (istituita il 1º settembre 2022)                      |            | Gabriel Andronache (PNL)    |
| Controllo parlamentare specializzato dell'Europol (JPSG) (istituita il 3 maggio 2022)                              |            | Marcel Vela (PNL)           |
| Adesione della Romania all'Organizzazione per la cooperazione e lo sviluppo economico (istituita il 28 marzo 2023) |            | Nicolae Ciucă (PNL)         |
| Lotta al traffico di persone (istituita il 19 dicembre 2023)                                                       |            | Petre Florin Manole (PSD)   |
| Controllo dell'esecuzione dei bilanci annuali della Corte dei conti (istituita il 23 aprile 2024)                  |            | Marius Horia Țuțuianu (PSD) |

### Delegazioni parlamentari presso le organizzazioni internazionali
| Commissione | Presidente                                                  | Presidente                                          |
| --- | ----------------------------------------------------------- | --------------------------------------------------- |
| Delegazione del Parlamento della Romania presso l'assemblea interparlamentare dell'ortodossia (AIO)                                             |                                                             | Ioan Vulpescu (PSD)                                 |
| Delegazione del Parlamento della Romania presso l'assemblea del Processo di Cooperazione dell'Europa sud-orientale (AP SEECP)                   |                                                             | Vasile Nagy (AUR) (fino al 26 marzo 2024)           |
| Delegazione del Parlamento della Romania presso l'assemblea del Processo di Cooperazione dell'Europa sud-orientale (AP SEECP)                   | Antonio Andrușceac (AUR) (dal 26 marzo 2024)                |                                                     |
| Delegazione del Parlamento della Romania presso l'assemblea parlamentare dell'Unione per il Mediterraneo (AP UpM)                               |                                                             | Maricel Popa (PSD)                                  |
| Delegazione del Parlamento della Romania presso l'assemblea parlamentare del Consiglio dell'Unione europea (APCE)                               |                                                             | Ionuț Marian Stroe (PNL)                            |
| Delegazione del Parlamento della Romania presso l'assemblea parlamentare dell'Organizzazione della cooperazione economica del mar Nero (APCEMN) |                                                             | Lóránt Zoltan Sas (USR+) (fino al 19 dicembre 2022) |
| Delegazione del Parlamento della Romania presso l'assemblea parlamentare dell'Organizzazione della cooperazione economica del mar Nero (APCEMN) | Daniel Constantin (PNL) (dal 19 dicembre 2022)              |                                                     |
| Delegazione del Parlamento della Romania presso l'assemblea parlamentare della francofonia (APF)                                                |                                                             | Florin Alexe (PNL) (fino al19 dicembre 2022)        |
| Delegazione del Parlamento della Romania presso l'assemblea parlamentare della francofonia (APF)                                                | Sorin Cîmpeanu (PNL) (dal 19 dicembre 2022)                 |                                                     |
| Delegazione del Parlamento della Romania presso l'Assemblea parlamentare del Mediterraneo (APM)                                                 |                                                             | Mirela Furtună (PSD)                                |
| Delegazione del Parlamento della Romania presso l'assemblea parlamentare della NATO (APNATO)                                                    |                                                             | Sorin Grindeanu (PSD) (fino al 14 dicembre 2021)    |
| Delegazione del Parlamento della Romania presso l'assemblea parlamentare della NATO (APNATO)                                                    | Angel Tîlvăr (PSD) (dal 22 giugno al 19 dicembre 2022)      |                                                     |
| Delegazione del Parlamento della Romania presso l'assemblea parlamentare della NATO (APNATO)                                                    | Vasile Dîncu (PSD) (dal 19 dicembre 2022 al 10 luglio 2024) |                                                     |
| Delegazione del Parlamento della Romania presso l'assemblea parlamentare della NATO (APNATO)                                                    | Mihai Fifor (PSD) (dal 1º ottobre 2024)                     |                                                     |
| Delegazione del Parlamento della Romania presso l'assemblea parlamentare dell'OSCE (APOSCE)                                                     |                                                             | Radu Mihai Mihail (USR+) (fino al 19 dicembre 2022) |
| Delegazione del Parlamento della Romania presso l'assemblea parlamentare dell'OSCE (APOSCE)                                                     | Dan Barna (USR) (dal 19 dicembre 2022 al 15 luglio 2024)    |                                                     |
| Delegazione del Parlamento della Romania presso l'Iniziativa centro europea - dimensione parlamentare (ICE-DP)                                  |                                                             | Rozália Biró (UDMR)                                 |
| Comitato di direzione del Gruppo romeno di unione interparlamentare (UIP)                                                                       |                                                             | Ioan Stan (PSD)                                     |
| Gruppo misto di controllo parlamentare specializzato dell'Europol (JPSG) (attiva fino al 3 maggio 2022)                                         |                                                             | Marcel Vela (PNL)                                   |